# 韦尼格罗德
韦尼格罗德（德語：Wernigerode，發音：[ˌvɛɐnɪɡəˈʁoːdə] ⓘ）是德国萨克森-安哈尔特州哈茨县的城市，面积170.18平方千米，2023年12月31日人口为31,943人。

## 地理
韦尼格罗德位于哈尔伯施塔特西南方向，哈茨山的北坡。小镇海拔约250米，自西向东为9.5公里，从北到南为6公里。它的最高点是海拔为1,141米的布罗肯峰。
韦尼格罗德处于欧洲中部的温带气候区。年平均气温9.5 ºC。年均降水量为500毫米。